# Jak stojí a leží
Jak stojí a leží nebo také úhrnkem je jedna z možností, jak přenechat věc jinému, např. ji prodat, a znamená, že zcizitel nenese jakoukoli odpovědnost za její vady, včetně vad skrytých. Výjimkou je pouze jeho ručení za ty vlastnosti, o kterých prohlásil, že je věc má, nebo které si nabyvatel výslovně vymínil. Využívá se především při prodeji použitých věcí bez záruky, kde kupující za jejich nižší cenu akceptuje riziko případných vad.
Uvedená možnost přenechání věci vychází z římskoprávní zásady caveat emptor („ať si kupec dá pozor“) a v novější době byla na území Česka právně regulována v zásadě stále stejně, ať již šlo o § 930 obecného zákoníku občanského, § 228 občanského zákoníku z roku 1950 nebo § 501 občanského zákoníku z roku 1964. Také stávající občanský zákoník ji v § 1918 zachovává.
Ustanovení o prodeji úhrnkem nelze použít pro prodej věcí individuálně určených, jak je potvrzováno judikaturou Nejvyššího soudu České republiky. Způsob prodeje úhrnkem tak nelze použít např. v smlouvách o převodu nemovitých věcí.